# Stuart Foster
Stuart Foster (geboren als Tamer Aswad, * 30. Juni 1918 in Binghamton, New York; † 7. Februar 1968) war ein US-amerikanischer Crooner.
Foster hatte armenische Vorfahren. Er sang Anfang der 1940er Jahre in der Band von Ina Ray Hutton (mit der zusammen er im Dachgarten des Astor Hotels in New York auftrat). Im Jahr 1944 tat er sich mit Guy Lombardo and His Royal Canadians zusammen. 1945 war er Sieger der Umfrage des Jazz-Magazins Down Beat hinsichtlich der Befragung des Leser-Polls bezogen auf Bandsänger. Ab 1945 sang er für dreieinhalb Jahre in der Band von Tommy Dorsey, mit der er auch den Song Something’s Gotta Give aufnahm.  
In dem Film The Fabulous Dorseys von 1947 spielte er sich selbst. In den 1950er Jahren arbeitete er mit dem Komponisten und Arrangeur Gordon Jenkins zusammen. 
Seit 1946 war Foster mit Patricia "Bubbles" Louie von den Kim Loo Sisters (auch als chinesische Andrew Sisters bezeichnet), verheiratet, mit der er einen Sohn hatte. Der Künstler starb im Alter von 49 Jahren an den Folgen eines Herzanfalls.